# Ronald Rousseau
 (novembre 2019).
Si vous disposez d'ouvrages ou d'articles de référence ou si vous connaissez des sites web de qualité traitant du thème abordé ici, merci de compléter l'article en donnant les références utiles à sa vérifiabilité et en les liant à la section « Notes et références ».
Ronald Rousseau, né à Anvers en 1949, est un mathématicien et informaticien belge. 
Il a acquis une réputation internationale grâce à ses travaux de recherche sur l'analyse des indicateurs et des citations dans les domaines de la bibliométrie et de la scientométrie.

## Biographie
Ronald Rousseau a obtenu son doctorat en mathématiques à la KU Leuven en 1977 et son doctorat en documentation et bibliothéconomie à l'UIA en 1992. Il a été professeur de mathématiques au sein du département des sciences et technologies industrielles du KHBO d'Ostende, en Belgique. Ronald Rousseau a axé ses recherches sur l'élaboration et l'utilisation d'indicateurs pour mesurer la qualité de la recherche et les principales tendances scientifiques. Ronald Rousseau est expert en analyse de citations et en évaluation de la recherche. 
En 1990 Ronald Rousseau et Leo Egghe publient le premier manuel de la discipline. 
Il a publié plus de 200 articles scientifiques sur divers aspects de la bibliométrie et de la scientométrie, notamment dans Scientometrics, Journal of the American Society for Information Science and Technology et Journal of Informetrics . Il est considéré comme l'un des scientifiques les plus productifs dans cette discipline. De 2007 à 2015, il a été le septième président de l'International Society for Scientometrics and Informetrics (ISSI) et, en 2015, il est devenu co-rédacteur en chef du Journal of Data and Information Science.

## Récompenses et distinctions
En 2001, Ronald Rousseau a reçu le prix Derek de Solla Price avec Leo Egghe.
En 2001, il reçoit un degré honoraire à l'Université normale du Henan à Xinxiang en Chine.
En 2015, il reçoit un degré honoraire à l'Université Zhejiang de Hangzhou en Chine. Il a obtenu ce titre en raison de ses réalisations dans la discipline de l'infométrie et de ses nombreuses années de collaboration avec des collègues chinois,.

## Publications
- L. Egghe, R. Rousseau, Introduction to informetrics. Quantitative methods in library, documentation and information science,  (ISBN 0-444-88493-9), Elsevier, 1990, 430 p.
- Y. Ding, R. Rousseau, D. Wolfram (eds.), Measuring scholarly impact: Methods and practice,  (ISBN 978-3-319-10377-8), Cham, Suisse, Springer, 2014.
- R. Rousseau, L. Egghe, R. Guns, Becoming metric-wise. A bibliometric guide for researchers,  (ISBN 978-0-08-102474-4), Chandos Publishing: Elsevier, 2018